# Вахович Ірина Михайлівна
Ірина Михайлівна Вахович (нар. 8 квітня 1975, смт Млинів, Рівненська область) — українська викладачка, політик, ректор Луцького національного технічного університету (з 2 грудня 2020 року). Голова Волинської обласної ради з 26 липня 2019 по 25 листопада 2020 року. Доктор економічних наук, професор.

## Життєпис
У 1997 році закінчила Луцький індустріальний інститут (спеціальність «Економіка підприємства»). У 2002 році закінчила Інститут регіональних досліджень НАН України (захист кандидатської дисертації). 2008 — Інститут проблем ринку та економіко-екологічних досліджень НАН України, м. Одеса (захист докторської дисертації).
З 1997 по 1998 рік — економістка дослідного господарства «Боратин». З 1998 по 1999 рік — менеджер МП «Агат».
1999 — викладачка Луцького національного технічного університету. З 2014 року — завідувач кафедри фінансів Луцького НТУ.
З 2015 року — депутатка Волинської облради від партії «УКРОП», з 2018 по 2019 рік очолювала постійну комісію з питань бюджету, фінансів та цінової політики.
Голова Волинської обласної ради з 26 липня 2019 року по 25 листопада 2020 року.
Член-кореспондент Академії економічних наук України з 2011 року.
2 грудня 2020 року професора, доктора економічних наук Ірину Вахович офіційно призначили на посаду ректора Луцького національного технічного університету. Наказ підписав тимчасовий виконувач обов'язків міністра освіти і науки України Сергій Шкарлет.
Проживає в м. Луцьку.

## Нагороди
- Почесна грамота Міністерства освіти України[8]
- Почесний знак «Відмінник освіти України»[8]
- Почесне звання «Людина року Волинського краю»[8]